# Micky Moody
Michael Joseph Moody, detto Micky (Middlesbrough, 30 agosto 1950), è un chitarrista inglese noto prevalentemente per essere stato membro degli Whitesnake.

## Biografia
Iniziò a suonare a Middlesbrough negli anni sessanta in una band scolastica chiamata The RoadRunners assieme a Paul Rodgers (futuro fondatore dei Bad Company e dei Free) e Bruce Thomas, poi bassista di Elvis Costello; inseritosi nell'ambiente blues cominciò a suonare come turnista per alcuni artisti Soul per le loro esecuzioni britanniche. La sua band intanto, dopo vari cambi di formazione, aver cambiato nome in Wildflowers e cambiato location a Londra, verso la fine del 1967 si stabilizzò col nome Tramline, ritornando a Middlesbrough; Micky fu contattato dall'allora frontman John McCoy al fine di prendere parte al progetto della band, con la quale poi produsse due album ed ebbe l'occasione di eseguire dal vivo, sia come formazione headliner che come band supporter in alcune date del tour di Paul Jones.
Si unì dunque ai Juicy Lucy con i quali cominciò a girare l'Europa e gli Stati Uniti; dopo l'uscita di alcuni album la band si sciolse per problemi col management che non riusciva a trovare un accordo per sostituire il cantante del gruppo e Micky pensò bene di proseguire la sua carriera rifondando la band come Snafu nei quali cercò di aggiungere un suono più duro e rockeggiante al suo stile blues. Il gruppo incise 3 album di buona fattura e dopo alcuni tour Micky Moody acquisì una certa notorietà per la sua versatilità ed il suo stile di chitarra.
A questo punto, nel 1977, una telefonata di David Coverdale gli offriva una svolta nella sua carriera, una posizione di chitarrista nel neoformato progetto Whitesnake. Durante la sua militanza in questo gruppo guadagnò fama, ricchezza e riconoscimenti.
Lasciato il gruppo Whitesnake, prestò la sua collaborazione a supporto di molti altri artisti britannici tra i quali Graham Bonnet, Frankie Miller, Chris Farlowe, Sheena Easton, Roger Chapman, Elkie Brookes ed Eric Burdon. Ha prestato la sua opera anche negli Stati Uniti con Meat Loaf, Matt "Guitar" Murphy, Ben E. King e Walter Trout.
Dal 1990 al 1997 ha suonato col suo grande amico il chitarrista Bernie Marsden a diverso titolo nelle formazioni Bernie Marsden Band, Green and Blues All Stars, Saints and Sinners e The Moody Marsden Band. Nel 1996 fece risorgere per un periodo i Juicy Lucy.
Nel 1997 e fino al 1999 intraprende il progetto con il gruppo The Snakes ottenendo buoni risultati con un album in studio ed uno strepitoso disco dal vivo, ma sorsero alcuni problemi tra i membri del gruppo che dopo aver sostituito il cantante ed il bassista riprese col nome The Company of Snakes, gruppo dove tuttora milita con soddisfazione, senza tralasciare di tanto in tanto di proseguire con la Moody Marsden Band.
Nel 2010 si esibisce all'High Voltage Festival come ospite degli Uriah Heep, suonando per intero l'album Demons & Wizards degli inglesi.

## Discografia

### Solista
- 2000 - I Eat Them for Breakfast
- 2002 - Smokestacks Broomdusters and Hoochie Coochie Men
- 2004 - Don't Blame Me
- 2007 - Acoustic Journeyman
- 2008 - Live and Rocking! – Live at the Hell Blues Festival 2000
- 2009 - Electric Journeyman

### Con i Tramline
- 1968 - Somewhere Down The Line
- 1969 - Moves of Vegetable Centuries

### Con i Juicy Lucy
- 1970 - Lie Back and Enjoy It
- 1971 - Get A Whiff a This
- 1972 - Pieces

### Con gli Snafu
- 1973 - Snafu
- 1974 - Situation Normal
- 1975 - All Funked Up

### Con Graham Bonnet
- Graham Bonnet (1977)
- Line-Up (1981)

### Con The Young & Moody Band
- 1977 - Young & Moody
- 1985 - In Quo Country
- 2010 - Back for the Last Time Again

### Con David Coverdale / Whitesnake
- 1978 - Trouble
- 1979 - Lovehunter
- 1980 - Ready an' Willing
- 1981 -  Come an' Get It
- 1982 - Saints & Sinners
- 1984 - Slide It In

### Con The Snakes / The Company of Snakes
- 1998 - Once Bitten
- 2000 - Here They Go Again
- 2002 -  Burst the Bubble